# درین گران‌پیشه
درین گران‌پیشه (متولد ۱۳۴۱ در تهران) روان‌شناس بالینی ایرانی-آمریکایی و سازنده مستند ستایش‌شده «بازگشت: سفری به درخودماندگی و بازگشت» است که زندگی چهار کودک مبتلا به درخودماندگی را که کاملاً درمان شده‌اند، نشان می‌دهد. او همچنین بنیان‌گذار و رئیس ای‌سی‌تی تودی است که برای خانواده‌هایی که نمی‌توانند هزینه درمان را بپردازند، حمایت مالی ارائه می‌دهد. گران‌پیشه دوره دکتری روان‌شناسی را در دانشگاه کالیفرنیا گذرانده‌است.